# 겁스

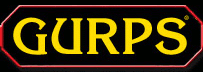

겁스(GURPS; Generic Universal RolePlaying System)는 미국의 스티브 잭슨 게임즈에서 1986년에 출간한 롤플레잉 게임 시스템이다. 영문 철자 GURPS는 Generic Universal Role Playing System의 두문자어로 '겁스'라고 발음한다. 최신 판본은 2004년에 발매된 제4판이며, 대한민국에서는 같은 해 이를 번역한 겁스 국문 2판이 도서출판 초여명에서 출간되었다. 오리진스 상 1988년 최우수 롤플레잉 게임 부문을 수상하였고, 2000년에 오리진스 명예의 전당에 헌정되었다.
겁스의 지향점은 하나의 룰로 모든 장르를 플레이할 수 있도록 하는 것으로, 이 점은 특정한 장르와 세계관에 초점을 맞추고 개발된 다른 테이블탑 롤플레잉 게임 룰과 차별성을 보이고 있다.

## 출판 현황
겁스 관련 서적은 그 유형을 몇 가지로 분류할 수 있다. 핵심 룰북은 게임을 진행하기 위해 반드시 알아야 할 사항들을 모아둔 책이다. 월드북은 게임 플레이의 무대로 사용할 수 있는 가공의 세계를 소개하는 책이다. 소스북은 특정 장르나 시대배경, 플레이 스타일 등을 게임 플레이에 구현할 수 있도록 필요한 규칙과 자료를 모아둔 책이다. 해당하는 분야의 장르와 세계관 등에 대해 아주 자세히 서술하고 있어서, 굳이 겁스를 직접 플레이하지 않더라도 일종의 자료집 같은 느낌으로 읽어볼 수도 있다.

### 대한민국
도서출판 초여명에서 한국어판 겁스에 대한 모든 권리를 갖고 1998년부터 관련 서적을 출간하고 있다. 국문1판은 영문3판에 대응되며 국문2판은 영문4판에 대응된다.
국문 2판
- 핵심 룰북 : 겁스 기본세트 캐릭터북, 겁스 기본세트 캠페인북, 겁스 경량판(PDF)
- 월드북 : 겁스 무한세계, 겁스 실피에나
- 소스북 : 겁스 초상능력, 겁스 마법, 겁스 던전 판타지, 겁스 무예, 겁스 헌터들의 밤, 겁스 추리와 수사

국문 1판
- 핵심 룰북 : 겁스 기본세트, 겁스 경량판(PDF)
- 월드북 : 겁스 환타지
- 소스북 : 겁스 마법, 겁스 사이버펑크, 겁스 무예, 겁스 환타지 종족

### 미국
스티브 잭슨 게임즈에서 관련 서적을 출판하고 있다. (참고:en:List of GURPS books)

## 같이 보기
- 테이블탑 롤플레잉 게임
- 겁스 디스크월드